# Cerkiew św. Marii Magdaleny w Haapsalu
Cerkiew św. Marii Magdaleny – prawosławna cerkiew w Haapsalu, w jurysdykcji Estońskiego Apostolskiego Kościoła Prawosławnego.

## Historia
Pierwsza cerkiew w Haapsalu powstała w 1756 r., nosiła wezwanie Trójcy Świętej i była przeznaczona dla stacjonujących w mieście żołnierzy rosyjskich. Była to budowla drewniana w sąsiedztwie koszar. Idea budowy murowanej świątyni związana była z faktem, iż od 1825 r. do miejscowości zaczęła przyjeżdżać na wypoczynek rodzina carska razem ze służbą i dworem. W 1836 r. w mieście erygowano cywilną parafię, zaś w 1845 rozpoczęto budowę nowej murowanej cerkwi, w całości na koszt państwa. Świątynia miała, tak jak poprzedniczka, nosić wezwanie Trójcy Świętej, jednak w 1852 r., podczas ceremonii konsekracji, obecna na niej małżonka następcy tronu Maria Aleksandrowna wyraziła życzenie, by patronką cerkwi została jej patronka Maria Magdalena. W efekcie wezwanie zmieniono.
Cerkiew wielokrotnie otrzymywała dary rzeczowe od carów Mikołaja I, Aleksandra II i Aleksandra III. W efekcie wyposażenie jej wnętrza oraz zbiory szat liturgicznych odznaczały się wyjątkowym bogactwem.
Świątynia pozostawała czynna do 1964 r., gdy w ramach rządowej kampanii zamykania cerkwi w całym Związku Radzieckim została zamknięta. Parafia kontynuowała działalność, korzystając z cmentarnej cerkwi św. Aleksandra Newskiego. Cerkiew św. Marii Magdaleny została przywrócona do użytku liturgicznego po 1990 r. W parafii doszło wówczas do podziału na zwolenników zachowania dotychczasowej jurysdykcji Patriarchatu Moskiewskiego oraz przejścia do Estońskiego Apostolskiego Kościoła Prawosławnego, podlegającego patriarsze Konstantynopola, co stanowiłoby przywrócenie stanu rzeczy z międzywojennej niepodległej Estonii. Ostatecznie zwolennicy Patriarchatu Konstantynopolitańskiego przejęli cerkiew św. Marii Magdaleny, podczas gdy druga grupa parafian erygowała odrębną placówkę duszpasterską przy cerkwi św. Aleksandra Newskiego.

## Związani z cerkwią
W szkole parafialnej przy cerkwi św. Marii Magdaleny uczył się estoński kompozytor Cyrillus Kreek, który był też przez pewien czas regentem chóru cerkiewnego w świątyni. W 1900 r. psalmistą w cerkwi był Herman Aav, późniejszy arcybiskup Kuopio i całej Finlandii. Proboszczem miejscowej parafii w latach 1948–1951 był ks. Wiaczesław Jakobs, późniejszy metropolita talliński i estoński Korneliusz.